# Centro de Inteligencia contra el Terrorismo y el Crimen Organizado
Il Centro de Inteligencia contra el Terrorismo y el Crimen Organizado, conosciuto anche come CITCO è l'organizzazione di intelligence nata il 15 ottobre 2014 per il decreto reale 873/2014 in Spagna dove è responsabile della gestione e dell'analisi di tutte le informazioni strategiche relative al terrorismo, alla criminalità organizzata e alle organizzazioni radicali di carattere violento.
Fu il risultato dell'unione del Centro Nacional de Coordinación Antiterrorista (CNCA) e del Centro de Inteligencia Contra el Crimen Organizado (CICO) entrambi dipendenti dalla Secretaría de Estado de Seguridad del Ministero dell'Interno

## Direttori
- José Luis Olivera Serrano[1] (2014-2015). Interino.
- José Luis Olivera Serrano[2] (2015-2018)
- Francisco Montes López[3] (2018-presente) Interino.